# Heloísa Périssé
Heloísa Perlingeiro Périssé (Río de Janeiro, 9 de agosto de 1966) es una actriz y humorista brasileña. Nacida en Río de Janeiro, vivió buena parte de su adolescencia en Bahía.
En 1990, inició su carrera artística en el programa Escolinha do Professor Raimundo exhibido por la Rede Globo, donde también actuó en programas como  Sai de Baixo, Zorra Total, Sob Nova Direção y varios cuadros de Fantástico.
Al lado de su amiga Ingrid Guimarães, actuó en Cócegas, de su propia autoría. Esa pieza estuvo varios años en cartelera.

## Vida privada
Es madre de Luiza, de la unión con Lug de Paula, y de Antônia (nacida el 5 de agosto de 2006 (18 años), cuando la actriz tenía 39 años), de la unión con el director Mauro Farias.

## Filmografía

### Televisión
| Televisión | Televisión                      | Televisión                                        | Televisión               |
| ---------- | ------------------------------- | ------------------------------------------------- | ------------------------ |
| Año        | Título                          | Papel                                             | Notas                    |
| 1994       | Escolinha do Professor Raimundo | Dona Catinha                                      | Actriz de Reparto        |
| 1994       | Incidente en Antares            | Marfissa                                          | Actriz de Reparto        |
| 1995       | Você Decide                     | Cíntia                                            | Participación Especial   |
| 1996       | Chico Total                     | Varios Personajes                                 | Actriz de Reparto        |
| 1999       | Zorra Total                     | Malu                                              | Actriz de Reparto        |
| 2000       | Brava Gente                     | Dirce                                             | Actriz de Reparto        |
| 2000       | Os Normais                      | Kátia                                             | Participación Especial   |
| 2001       | Escolinha do Professor Raimundo | Tati                                              | Participación Especial   |
| 2001       | Casseta e Planeta Urgente       | Virgney Sperms                                    | Participación Especial   |
| 2002       | Fantástico                      | Tati                                              | Protagonista             |
| 2003       | Sob Nova Direção                | Isabelle Y Silva (Belinha)                        | Protagonista / 2003-2007 |
| 2008       | Fantástico                      | Lolô                                              | Participación Especial   |
| 2009       | Cuna de gato                    | Taís Helena Amâncio Prazeres Tibiriçá             | Actriz de Reparto        |
| 2010       | Os Caras de Pau                 | Tati                                              | Participación Especial   |
| 2010       | O Relógio da Aventura           | Regina / Lívia                                    | Actriz de Reparto        |
| 2011       | Cuento encantado                | Neusa Batoré                                      | Actriz de Reparto        |
| 2012       | Dercy de Verdade                | Dolores Gonçalves Costa / Dercy Gonçalves (joven) | Protagonista             |
| 2012       | Avenida Brasil                  | Monalisa Barbosa                                  | Coprotagonista           |
| 2013       | Junto & Misturado               | Heloísa                                           | Participación Especial   |
| 2014       | Segunda Dama                    | Analu Garcez / Marali                             | Protagonista             |
| 2014       | Boogie Oogie                    | Beatriz Miranda Romão                             | Coprotagonista           |
| 2015       | Tomara que Caia                 | Varios personajes                                 | Protagonista             |
| 2015       | Os Suburbanos                   | Ella misma                                        | Recurrente               |
| 2016       | Os TOCs de Dalila               | Dalila                                            | Protagonista             |
| 2016       | A Lei do Amor                   | Mileide                                           | Coprotagonista           |
| 2016       | Segredos de Justiça             | Marta                                             |                          |
| 2017       | Big Brother Brasil 17           | Mannô (voz)                                       |                          |
| 2017       | Novo Mundo                      | Cosette Villeneuve                                |                          |
| 2018       | Tá no Ar: a TV na TV            | Ella misma                                        |                          |
| 2018       | Especial Viva na Disney         | Ella misma                                        |                          |
| 2018       | Pais de Primeira                |                                                   |                          |
| 2019       | Cine Holliúdy                   | Socorro                                           |                          |

### Cine
| Películas | Películas                                       | Películas                                    | Películas |
| Año       | Título                                          | Personaje                                    | Notas     |
| --------- | ----------------------------------------------- | -------------------------------------------- | --------- |
| 2002      | Avassaladoras                                   | Recepcionista Honeymoon                      |           |
| 2002      | Lara                                            | Cinira                                       |           |
| 2003      | Lisbela e o Prisioneiro                         | Prazeres                                     |           |
| 2003      | Xuxa Abracadabra                                | Patrícia                                     |           |
| 2004      | Sexo, Amor e Traição                            | Cláudia                                      |           |
| 2005      | Madagascar                                      | Glória (voz)                                 |           |
| 2007      | Os Porralokinhas                                | Escarlete                                    |           |
| 2008      | Madagascar 2: Escape de África                  | Glória (voz)                                 |           |
| 2010      | Muita Calma Nessa Hora                          | Esotérica                                    |           |
| 2012      | Madagascar 3: Europe's Most Wanted              | Glória (voz)                                 |           |
| 2012      | O Diário de Tati                                | Tati                                         |           |
| 2013      | Odeio o Dia dos Namorados                       | Débora                                       |           |
| 2014      | Muita Calma Nessa Hora 2                        | Cartomante                                   |           |
| 2018      | Equalbox: Princesses & Fairy 5 - Chapter Eleven | Princesa Charlotina "Tina" de Copas Amarildo |           |
| 2021      | Equalbox: Princesses & Fairy 6 - Kingdom Keys   | Guerreira Aurélia Vermelho                   |           |

| Teatro | Teatro                            | Teatro | Teatro |
| Año    | Título                            | Notas  |        |
| ------ | --------------------------------- | ------ | ------ |
| 1983   | Cócegas                           | Actriz |        |
| 1984   | Cosquinha                         | Actriz |        |
| 1985   | Advocacia segundo os Irmãos Marx  | Actriz |        |
| 1989   | O Mágico de Oz                    | Actriz |        |
| 1990   | E Foram Quase Felizes Para Sempre | Actriz |        |

### Literatura
| Año  | Título                          | Editora  | Ref.   |
| ---- | ------------------------------- | -------- | ------ |
| 2003 | O Diario de Tati                | Objetiva | [ 13 ] |
| 2004 | Mãe, você não tá entendendo ... | Objetiva | [ 14 ] |

## Premios e indicaciones
| Ano  | Prêmio                    | Categoría                                  | Trabalho                        | Resultado | Ref    |
| ---- | ------------------------- | ------------------------------------------ | ------------------------------- | --------- | ------ |
| 1996 | Troféu Mambembe           | mejor actriz                               | Os Impagáveis                   | vencedora | [ 15 ] |
| 1996 | Prêmio Coca-Cola          | mejor actriz                               | Os Impagáveis                   | indicada  | [ 15 ] |
| 2001 | 6.ª Mejores del Año       | mejor actriz Revelação                     | Escolinha do Professor Raimundo | vencedora | [ 16 ] |
| 2001 | Prêmio Qualidade Brasil   | mejor actriz Revelação de Humorístico - RJ | Escolinha do Professor Raimundo | vencedora |        |
| 2002 | Prêmio Qualidade Brasil   | mejor actriz de Humorístico - RJ           | Zorra Total                     | vencedora |        |
| 2002 | 7.ª mejores del Año       | Melhor Humorista Feminino                  | Zorra Total                     | vencedora | [ 16 ] |
| 2003 | 5.º Prêmio Contigo! de TV | mejor actriz cómica                        | Zorra Total                     | Indicada  | [ 17 ] |
| 2004 | Prêmio Extra de Televisão | Mejor humorista                            | Sob Nova Direção                | Indicada  |        |
| 2011 | Prêmio Subversões         | homenaje                                   | Teatro                          | vencedora | [ 18 ] |
| 2012 | Prêmio Extra de Televisão | mejor actriz Coadjuvante                   | Avenida Brasil                  | Indicada  | [ 19 ] |